# Onychogomphus macrodon
Onychogomphus macrodon é uma espécie de libelinha da família Gomphidae.
Pode ser encontrada nos seguintes países: Israel, Jordânia, Líbano, Síria e Turquia.
Os seus habitats naturais são: rios.
Está ameaçada por perda de habitat.